# Хелена фон Валдбург
Хелена фон Валдбург (на немски: Helena von Waldburg in Zeil und Waldsee; * 12 октомври 1514 във Валдзее; † 3 април 1567 във Валденбург) от фамилията на наследствените „трушсес“ на Валдбург-Волфег-Цайл-Валдзее е чрез женитба графиня на Хоенлое-Валденбург.
Тя е голямата дъщеря на известния немски военен командир „Селския Йорг“, трушсес Георг III фон Валдбург-Волфег-Цайл-Валдзее (1488 – 1531) и втората му съпруга графиня Мария фон Йотинген-Флокбург (1498 – 1555), дъщеря на граф Йоахим фон Йотинген-Флокберг (1470 – 1520) и принцеса Доротея фон Анхалт-Кьотен (1472 – 1505).
Хелена фон Валдбург умира на 3 април 1567 г. във Валденбург на 52 години и е погребана в градската църва в Йоринген.

## Фамилия
Хелена фон Валдбург се омъжва на 1 февруари 1529 г. за граф Георг I фон Хоенлое-Валденбург (* 17 януари 1488; † 16 март 1551), шестият син на граф Крафт VI фон Хоенлое-Нойенщайн-Вайкерсхайм (1452 – 1503) и съпругата му Хелена фон Вюртемберг († 1506), вдовец на Пракседис фон Зулц (* 1495; † 14 април 1521). Тя е втората му съпруга. Те имат девет деца:
- Мария (1530 – 16 септември 1565), омъжена на 17 октомври 1559 г. във Валденбург за граф Ернст фон Шаумбург-Диц († 1586)
- Анна († 2 декември 1583 в Йоринген)
- Анна Ванделрада (1532 – сл. 1568), омъжена на 23 февруари 1547 г. във Валденбург за фрайхер Антон фон Щауфен († 1566)
- Еберхард (11 октомври 1535 – 9 март 1570), граф на Хоенлое-Валденбург (от 1558), женен 1554 г. за графиня Агата фон Тюбинген (1533 – 1609)
- Фелицитас (1538 – 1 март 1601), омъжена на 6 януари 1572 г. в Кранихфелд за граф Карл III фон Глайхен-Бланкенхайн († 1599)
- Агнес Доротея (1541 – 1581), омъжена I. на 22 април 1571 г. за граф Улрих фон Хардег-Махланде († 1570), II. вероятно за принц Вилхелм I от Орангж (1533 – 1584)
- Хелена (1542 – 9 декември 1552)
- Георг II (1544 – 9 април 1554 в Ансбах от чума)
- Катарина (* ок. 1534)